# Euclimacia regina
Euclimacia regina är en insektsart som beskrevs av Peter Esben-Petersen 1917. 
Euclimacia regina ingår i släktet Euclimacia och familjen fångsländor. Inga underarter finns listade i Catalogue of Life.